# Lüchow (Wendland)
Lüchow (Wendland) [ˈlʏːçoː] (polabisch Ljauchüw) ist eine Stadt im Nordosten Niedersachsens im südlichen Wendland. Lüchow ist der Verwaltungssitz der Samtgemeinde Lüchow (Wendland) und die Kreisstadt des Landkreises Lüchow-Dannenberg.

## Lage
Lüchow liegt im südlichen Teil des Landkreises Lüchow-Dannenberg. Durch die Stadt fließt der Fluss Jeetzel. Die Landschaft wird durch den im Saale-Komplex entstandenen Drawehn im Westen sowie die größtenteils weichselglazial überformte Lüchower Niederung (Niederterrasse) geprägt, die noch Bestandteil des Elbe-Urstromtales ist. Die örtlich bedeutenden Höhen sind der Kolborner Berg mit 24 m im Osten sowie der etwas niedrigere Jeetzeler Berg im Südwesten.

## Ausdehnung
Das Stadtgebiet Lüchows mit Ortsteilen umfasst 89,01 km².

## Stadtgliederung

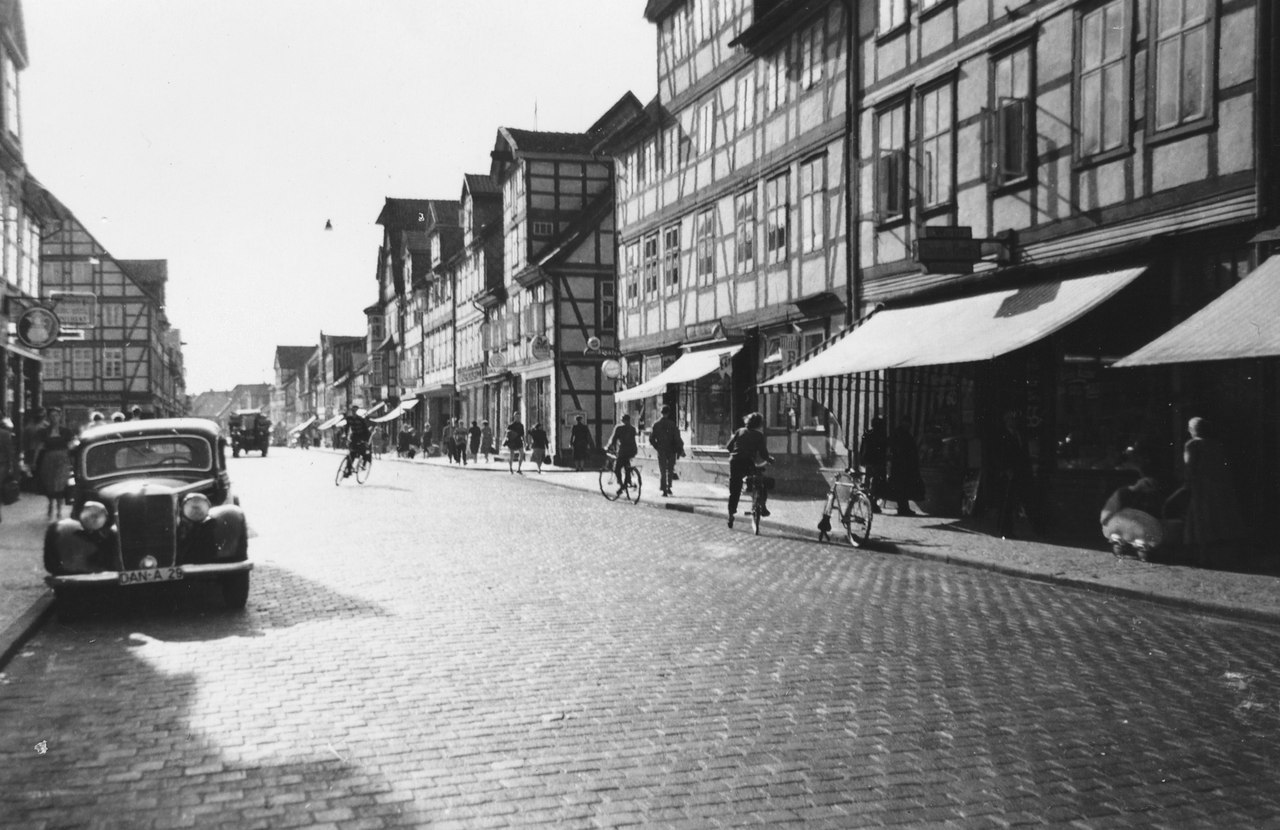
Lange Straße (1956)

Die Stadt Lüchow gliedert sich in 24 Ortsteile:
| - Banneick - Beutow - Bösel - Gollau - Grabow - Jabel - Jeetzel - Kolborn | - Krautze - Künsche - Loge - Lüchow - Lüsen - Müggenburg - Plate - Ranzau | - Reddebeitz - Reetze - Rehbeck - Saaße - Satemin - Seerau in der Lucie - Tarmitz - Weitsche |

## Klimatabelle
|                       | Jan | Feb | Mär | Apr | Mai | Jun | Jul | Aug | Sep | Okt | Nov | Dez |   |      |
| Mittl. Tagesmax. (°C) | 2   | 4   | 8   | 13  | 18  | 21  | 23  | 23  | 19  | 13  | 7   | 4   | ⌀ | 13   |
| Mittl. Tagesmin. (°C) | −3  | −3  | 0   | 3   | 7   | 10  | 12  | 11  | 9   | 6   | 2   | −1  | ⌀ | 4,5  |
|                       |     |     |     |     |     |     |     |     |     |     |     |     |   |      |
| Niederschlag (mm)     | 40  | 35  | 35  | 40  | 50  | 60  | 65  | 55  | 40  | 35  | 43  | 45  | Σ | 543  |
|                       |     |     |     |     |     |     |     |     |     |     |     |     |   |      |
| Sonnenstunden (h/d)   | 1,4 | 2,3 | 3,7 | 5,2 | 7,2 | 7,4 | 6,9 | 6,7 | 4,8 | 3,3 | 1,7 | 1,2 | ⌀ | 4,3  |
|                       |     |     |     |     |     |     |     |     |     |     |     |     |   |      |
| Regentage (d)         | 18  | 16  | 13  | 14  | 14  | 14  | 17  | 16  | 15  | 17  | 18  | 18  | Σ | 190  |
|                       |     |     |     |     |     |     |     |     |     |     |     |     |   |      |
| Luftfeuchtigkeit (%)  | 88  | 85  | 80  | 75  | 71  | 73  | 74  | 75  | 80  | 85  | 87  | 88  | ⌀ | 80,1 |

| −3 |

| −3 |

| 0 |

| 3 |

| 7 |

| 10 |

| 12 |

| 11 |

| 9 |

| 6 |

| 2 |

| −1 |

| −3 |

| −3 |

| 0 |

| 3 |

| 7 |

| 10 |

| 12 |

| 11 |

| 9 |

| 6 |

| 2 |

| −1 |

## Geschichte

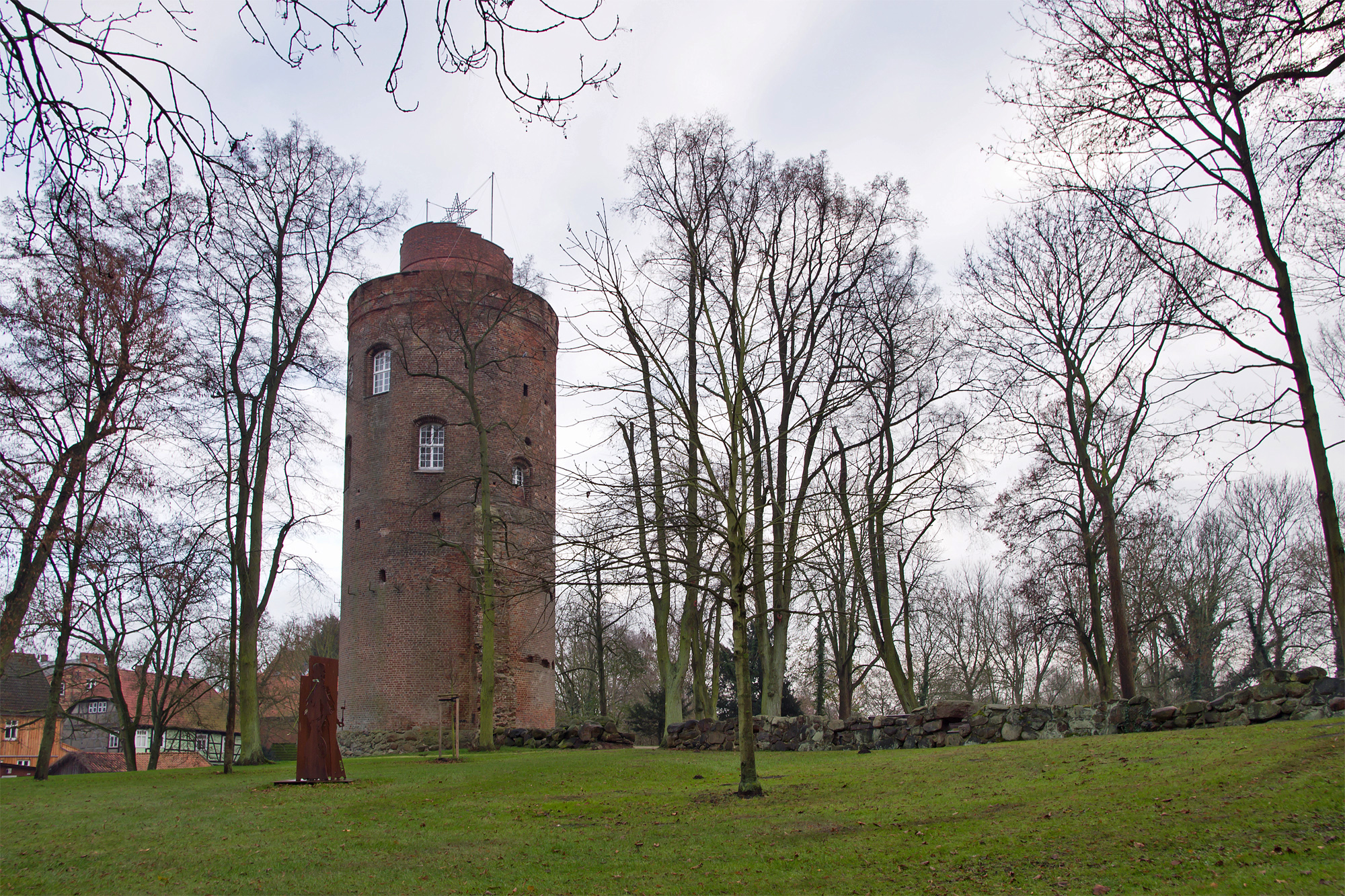
Der Amtsturm als letzter Rest von Schloss Lüchow

Der Ort wurde erstmals 1158 urkundlich erwähnt und erhielt 1293 die Stadtrechte. 1320 ging die Grafschaft Lüchow in den Besitz des Hauses Braunschweig-Lüneburg über. Von der spätmittelalterlichen Stadtbefestigung ist heute nur noch ein Turm vorhanden, der als Glockenturm für die aus dem 13. Jahrhundert stammende St.-Johannis-Kirche genutzt wird. Ein 1555 errichtetes Stadttor, welches die Innenstadt von der Drawehner Vorstadt im Westen trennte, wurde 1793 abgebrochen. Zwischen 1471 und 1473 ließ die Gemahlin von Herzog Otto V. von Braunschweig-Lüneburg, die Gräfin Anna von Nassau-Dillenburg (1440–1513), die Grafenburg zum Schloss ausbauen. Schloss Lüchow diente ihr einige Jahre (1496–1504) als Witwensitz. 1537 wurde Lüchow von der Pest heimgesucht. Im Jahre 1589 brannte die Stadt zum großen Teil ab. Im Jahre 1608 legte eine Feuersbrunst den größten Teil der Stadt Lüchow in Asche.
Die größte Katastrophe in der Geschichte der Stadt ereignete sich im Jahr 1811. Weite Gebiete Lüchows wurden in einem großen Brand vernichtet, der auch das Rathaus und das Schloss zerstörte. 1855 erfolgte die Vereinigung mit den beiden Vorstädten, der Salzwedeler und der Drawehner Vorstadt.
Der polabische Name für Lüchow ist Ljauchüw (geschrieben als Lgauchi oder Lieuschü in älteren deutschen Quellen).
Die Übersee-Funkempfangsstelle Lüchow bestand von 1938 bis 1986.
Von 1852 bis 1974 war Lüchow Sitz eines Amtsgerichts. 1972 entstand im Zuge der Gebietsreform in Niedersachsen die Samtgemeinde Lüchow. 2006 wurde die Samtgemeinde Lüchow (Wendland) aus den Samtgemeinden Lüchow und Clenze gebildet.

### Eingemeindungen
Zum 1. Juli 1972 wurden die Gemeinden im Raum Lüchow neu gegliedert und 19 bis dahin eigenständige Gemeinden in die Stadt Lüchow eingegliedert. Eingemeindet wurden Beutow, Bösel, Gollau, Grabow, Jabel, Jeetzel, Kolborn, Krautze, Künsche, Loge, Plate, Ranzau, Reetze, Rehbeck, Saaße, Satemin, Seerau in der Lucie, Tarmitz und Weitsche.

### Einwohnerentwicklung
| Jahr      | 1975   | 1980   | 1985   | 1990   | 1995  | 2000   | 2005  | 2010  | 2015  |
| --------- | ------ | ------ | ------ | ------ | ----- | ------ | ----- | ----- | ----- |
| Einwohner | 10.418 | 10.631 | 10.623 | 11.097 | 9.955 | 10.078 | 9.826 | 9.432 | 9.481 |

## Politik
Die Stadt Lüchow gehört zum Landtagswahlkreis 48 Elbe und zum Bundestagswahlkreis 38 Lüchow-Dannenberg–Lüneburg.

### Stadtrat

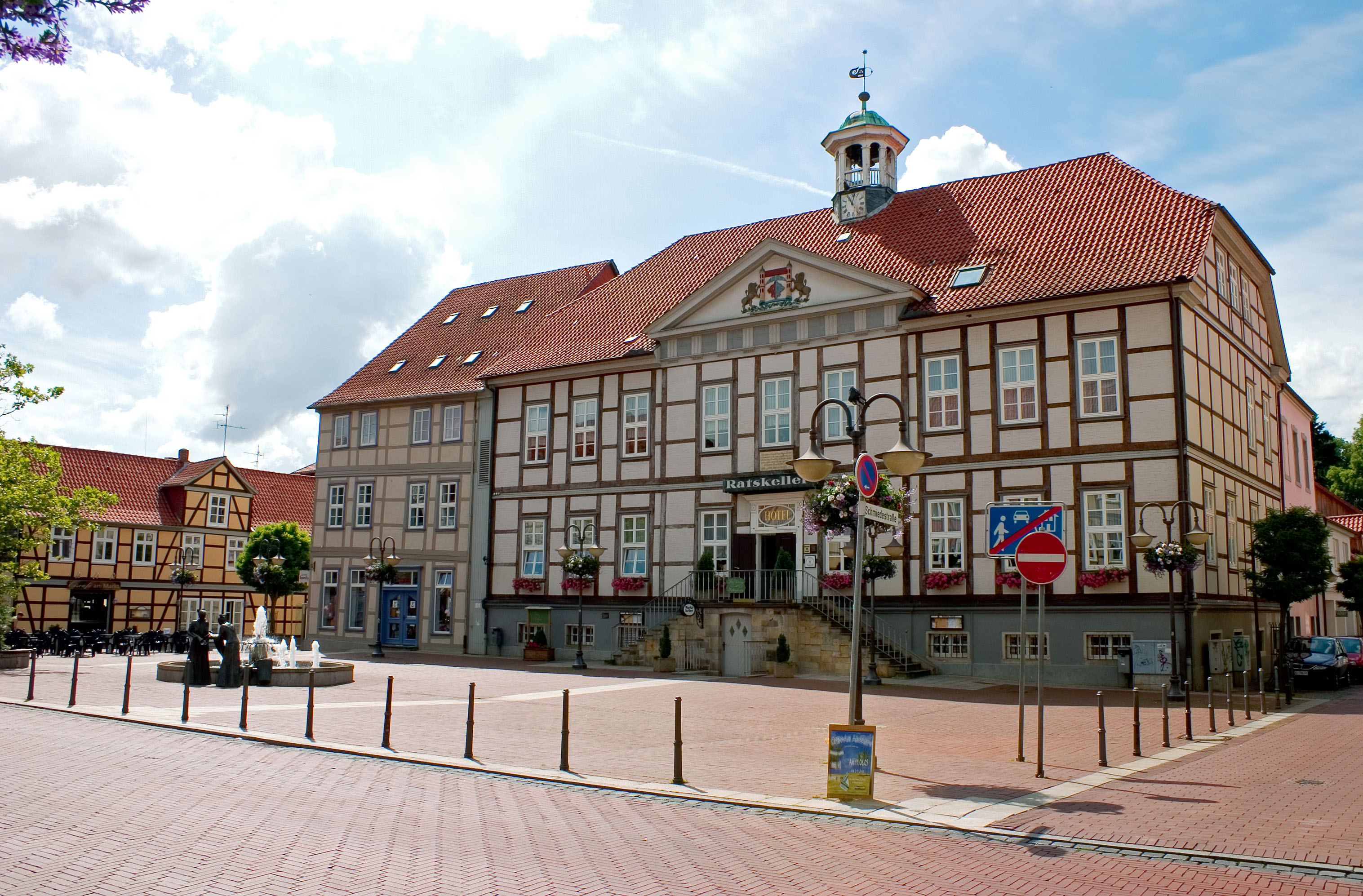
Marktplatz Lüchow mit dem alten Rathaus (links) und dem Ratskeller (rechts)

Der Stadtrat von Lüchow hat einschließlich des Bürgermeisters 25 Mitglieder. Die Ratsmitglieder werden durch eine Kommunalwahl für jeweils fünf Jahre gewählt.
Die vergangenen Kommunalwahlen ergaben die folgenden Sitzverteilungen:
| Wahljahr | SPD | UWG | CDU | Grüne | AfD | SOLI1 | BL3 | Gesamt   |
| 2021 | 7   | 6   | 6   | 3     | 1   | 1     | 1   | 25 Sitze |
| 2016 | 8   | 6   | 7   | 2     | −   | 1     | 1   | 25 Sitze |
| _____________________ UWG: Unabh. Wählergem. Stadt Lüchow; SOLI: Sozial Oekologische Liste; BL: Bürgerliste Lüchow-Dannenberg |     |     |     |       |     |       |     |          |

### Bürgermeister
Bürgermeister der Stadt Lüchow ist Torsten Petersen (UWG).

### Gemeindepartnerschaften
Lüchow unterhält Partnerschaften mit folgenden Städten und Gemeinden:
- Céret (Frankreich), seit 1983
- Oborniki (Polen), seit 2006
- Bezirk Steglitz-Zehlendorf (Berlin), seit 2019

## Religion

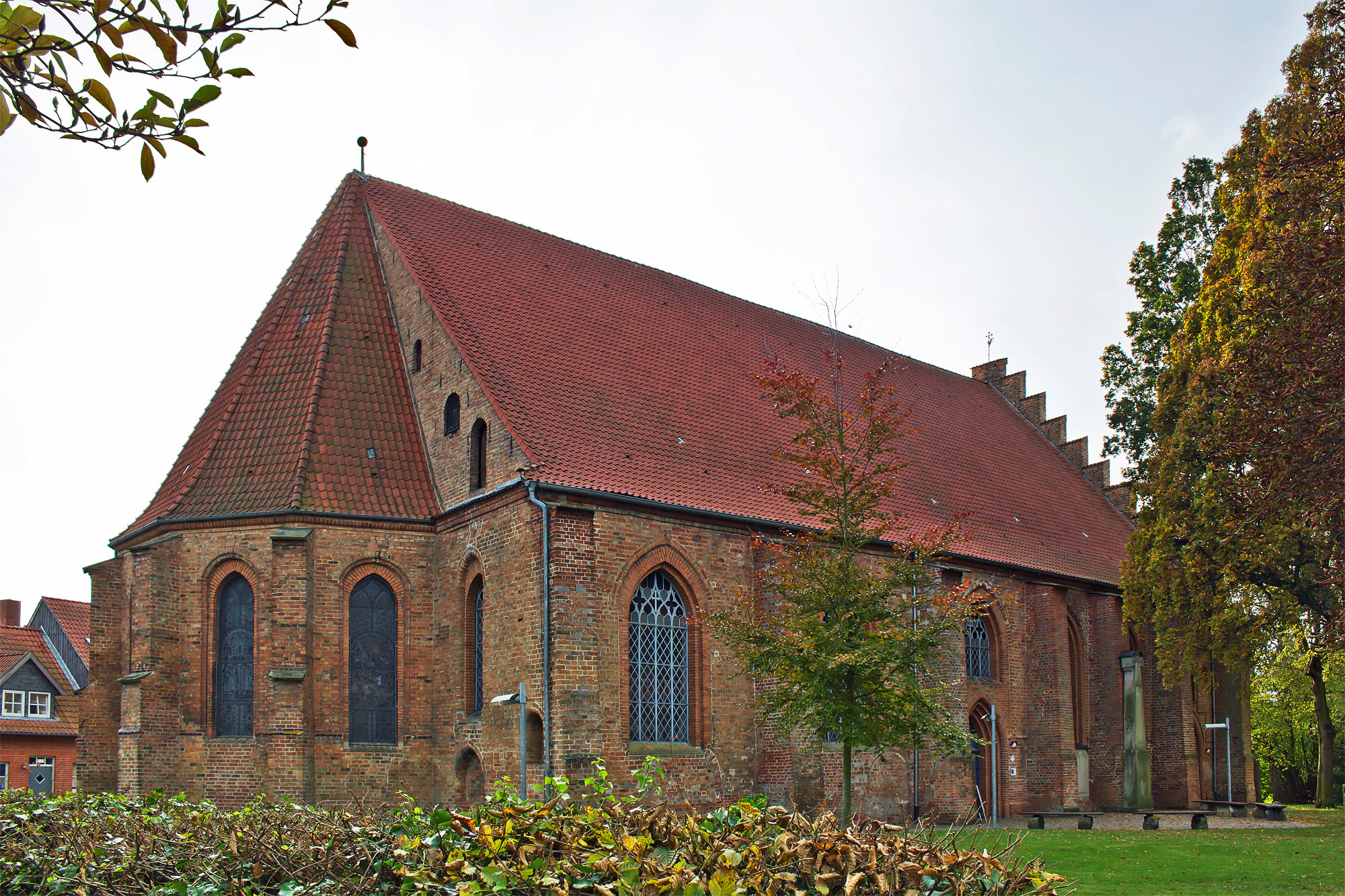
St.-Johannis-Kirche

Die evangelisch-lutherische St. Johannis-Kirche ist die älteste Kirche von Lüchow, sie ist benannt nach Johannes dem Täufer. Ihre Kirchengemeinde gehört zum Kirchenkreis Lüchow-Dannenberg der Landeskirche Hannovers und ist Sitz der Superintendentur. Andere evangelische Einrichtungen in Lüchow sind der Kindergarten St. Johannis, das Altenheim St. Georg, die evang. Lebensberatung Georgshof, die Mensa im Schulviertel und den Friedhof von Lüchow. In Plate steht die für ein Dorf ungewöhnlich große Kirche St.-Marien. Weitere evangelische Kirchen und Kapellen befinden sich in den zu Lüchow eingemeindeten Orten Satemin, Kolborn und Jeetzel.

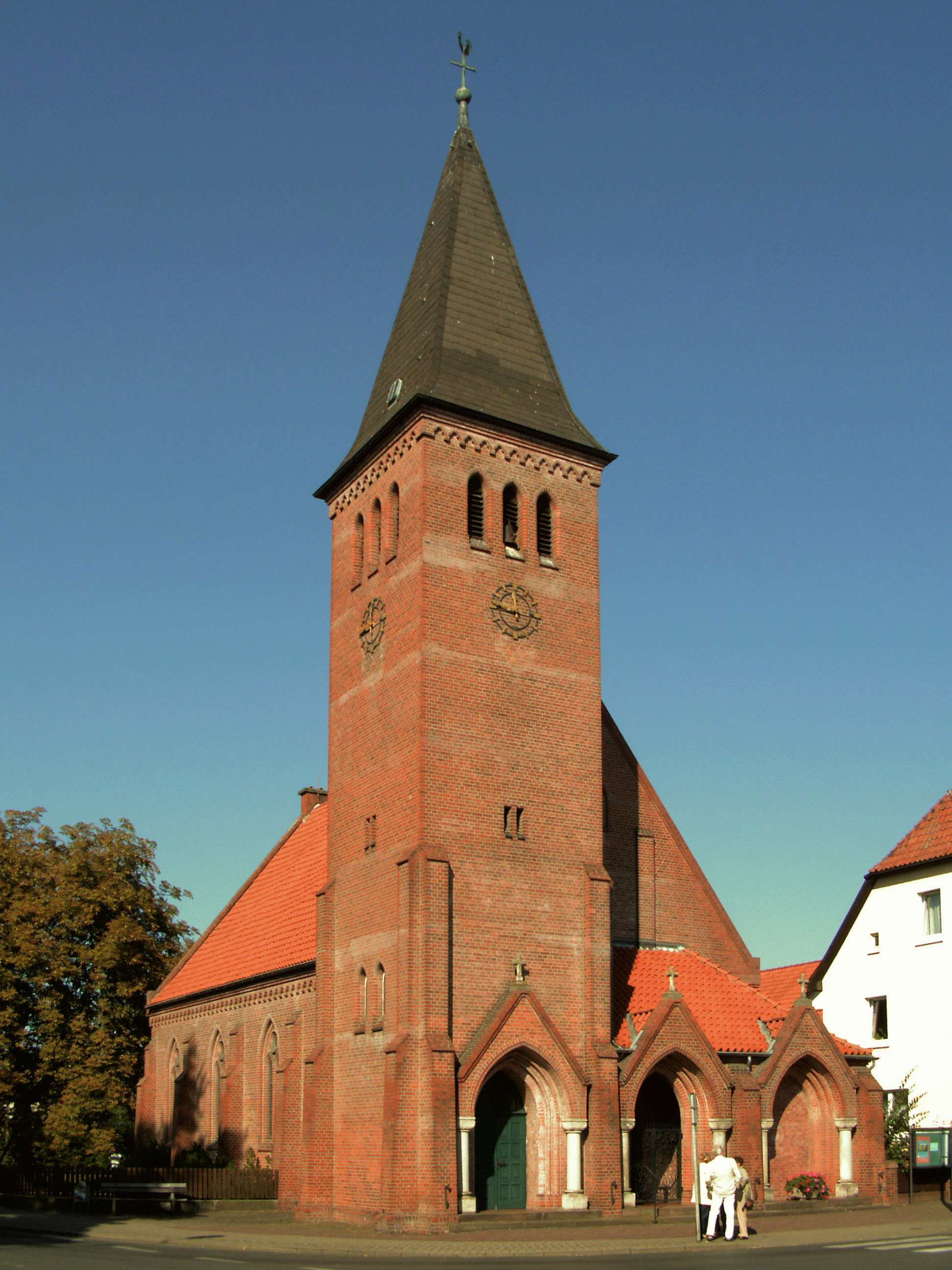
St. Agnes-Kirche

Die katholische St. Agnes-Kirche befindet sich an der Hindenburgstraße, die nach Agnes von Rom benannte Kirche wurde 1913/14 erbaut. Ihre Pfarrgemeinde gehört zum Dekanat Lüneburg, zu ihr gehört seit 2006 auch die katholische Kirche in Dannenberg. Die Filialkirche in Clenze wurde 2012 profaniert.
Eine Neuapostolische Kirche befand sich an der Drawehner Straße. Von 1945 an fanden zunächst neuapostolische Gottesdienste in verschiedenen profanen Räumlichkeiten statt. 1962/63 wurde eine eigene heute noch bestehende Kirche erbaut und 1963 eingeweiht. Die Gemeinde gehörte zur Neuapostolischen Kirche in Norddeutschland. 2016 erfolgte die Profanierung der Kirche.
Die Bibel Baptisten Gemeinde besitzt in Lüchow ein Gemeindehaus und die Zeugen Jehovas einen Königreichssaal.

## Kultur und Sehenswürdigkeiten

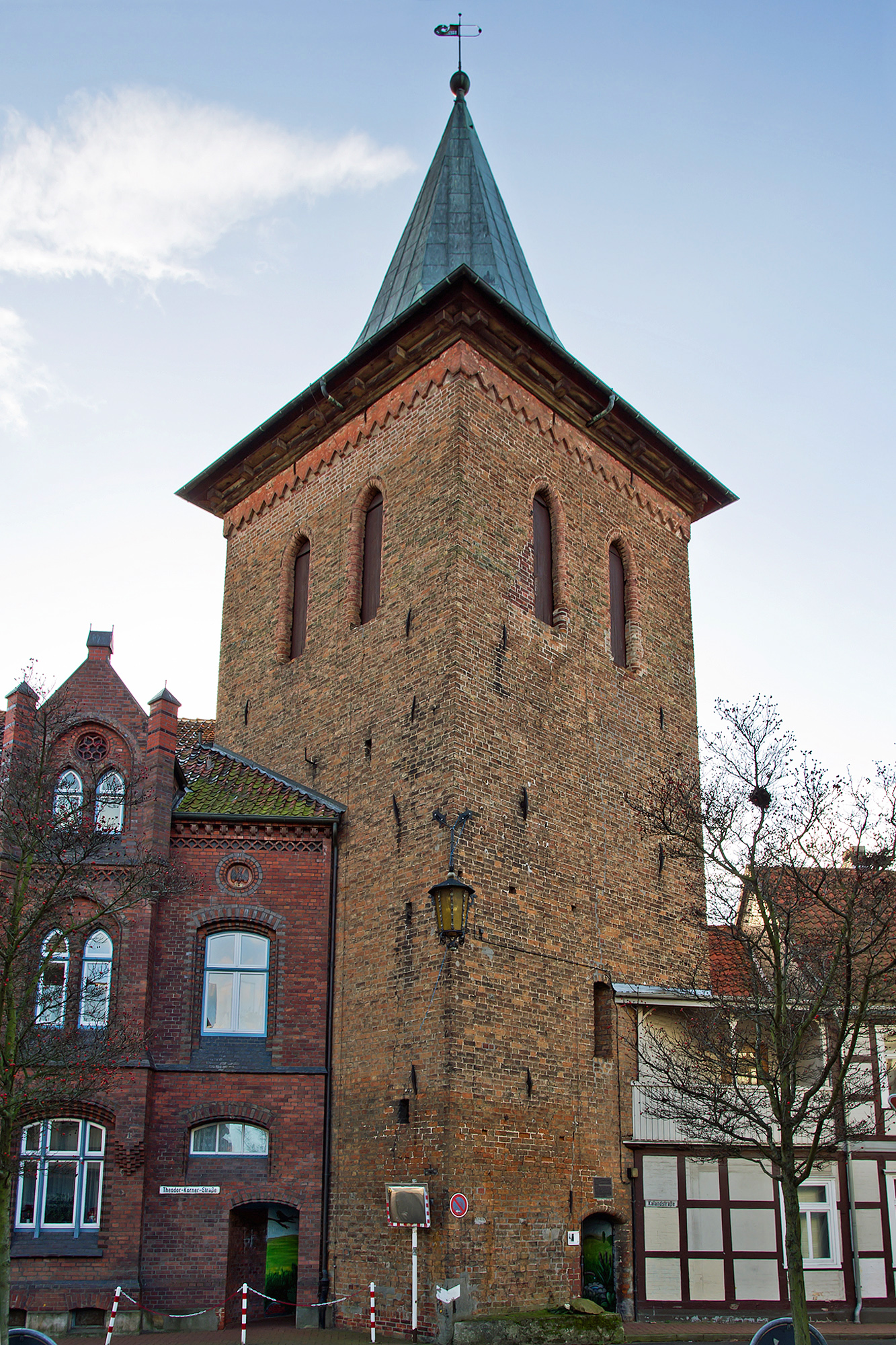
Glockenturm, Nordansicht

### Museen
In Lüchow befinden sich zwei Museen: in einem erhalten gebliebenen Turm des 1811 abgebrannten Lüchower Schlosses das 1930 eröffnete Amtsturm-Museum – das älteste Museum des Landkreises –, das die Geschichte der Lüchower Grafen und die Lüchower Stadtgeschichte präsentiert, sowie seit 2011 das Stones-Fan-Museum, das sich der britischen Rockband The Rolling Stones widmet. Sie gehören zusammen mit den anderen Museen des Landkreises Lüchow-Dannenberg dem Museumsverbund Lüchow-Dannenberg e. V. an.

### Bauwerke
Sehenswert sind die naturbelassene Umgebung und einige typisch wendländische Rundlingsdörfer in der Nachbarschaft. In der Innenstadt gibt es viele Fachwerkhäuser. Durch die Stadt führt die Deutsche Fachwerkstraße.

### Denkmale
2015 wurden elf Stolpersteine zur Erinnerung an die Opfer des Nationalsozialismus verlegt.

### Sport
Am Plater Weg gibt es ein Hallenbad, das bis 2013 energetisch saniert und anschließend als Ganzjahresbad unter dem Namen „LüBad“ wiedereröffnet wurde. Benachbart befindet sich ein „Tennispark und Bowlingcenter“.
Die drei Lüchower Sportvereine FC Lüchow, TuS Lüchow und SV Sporting sind am 1. Januar 2007 zum SC Lüchow verschmolzen.

## Wirtschaft und Infrastruktur

### Verkehr
Die Stadt liegt an der Bundesstraße 248 und an der Bundesstraße 493. Im Jahr 2010 hat Lüchow eine Ortsumgehungsstraße erhalten.
Die Bahnstrecke Lüchow–Dannenberg ist stillgelegt. Die nächsten Bahnhöfe befinden sich in Dannenberg, Salzwedel und Schnega. Im Ortsteil Rehbeck befindet sich ein Verkehrslandeplatz.

### Medien
Die in Lüchow gedruckte Tageszeitung für das Wendland erschien von 1855 bis 1934.
In Lüchow erscheint die Elbe-Jeetzel-Zeitung, außerdem der zum selben Verlag gehörige Kiebitz sowie die Gratiszeitung Generalanzeiger.

### Bildung
In der Samtgemeinde Lüchow (Wendland) gibt es zehn Grundschulen, eine Realschule, eine Hauptschule, ein Gymnasium (Gymnasium Lüchow), eine Berufsbildende Schule mit einem Beruflichen Gymnasium für Wirtschaft und einem Beruflichen Gymnasium für Technik, eine Förderschule, die Kreisvolkshochschule Uelzen/Lüchow-Dannenberg sowie eine Kreismusikschule. Im Jahr 2008 wurde die Akademie für erneuerbare Energien Lüchow-Dannenberg GmbH gegründet.

## Persönlichkeiten

### Söhne und Töchter der Stadt
- Ludolf Hawenkel, auch Houdenkerle († 1521), Ratssekretär der Hansestadt Lübeck
- Nikolaus Krage (um 1500–1559) lutherischer Theologe und der Reformator von Minden, Bruder von Tilemann Cragius
- Tilemann Cragius (um 1520–1577) lutherischer Theologe, Bruder von Nikolaus Krage
- Joachim Friedrich Lehzen (1735–1800), Pastor, Vater von Louise Lehzen
- Georg Justus Friedrich Noeldecke (1768–1843), Arzt und Schriftsteller
- Heinrich Hermann Schultz (1836–1903), lutherischer Theologe und Hochschullehrer
- Bernhard Baurschmidt (1839–1906), Reichstagsabgeordneter, Oberpräsident in Breslau
- Frieda von Lipperheide (1840–1896), Redakteurin, Herausgeberin, Modezeichnerin, Schriftstellerin, Sammlerin, Mäzenin, Salonnière und eine Pionierin kostümkundlicher Forschung
- Bodo Voigts (1844–1920), Jurist und Präsident des altpreußischen Evangelischen Oberkirchenrats
- Theodor Abbetmeyer (1869–1944), Pädagoge, Autor und nationalsozialistischer Kulturjournalist
- Friedrich Syrup (1881–1945), Jurist und Politiker
- Detlef Schmidt (1882–1951), Jurist, Oberbürgermeister von Neumünster und Hameln
- Gottfried Wentz (1894–1945), Archivar und Historiker
- Dieter Krebs (1933–2011), Gynäkologe
- Wolfgang Rösel (* 1936), Architekt, Baumanager und Hochschullehrer
- Horst Krüger (* 1952), Kantor, Organist, Komponist und Chorleiter
- René Pascal (1953–2025), Schlagersänger
- Eckhard Gnodtke (* 1958), Kommunalbeamter in Salzwedel, MdB
- Dirk Looschelders (* 1960), Rechtswissenschaftler
- Rainer Oldendorf (* 1961), Künstler,  Filmemacher und Bildhauer
- Eka von Kalben (* 1964), Politikerin (Bündnis 90/Die Grünen)
- Christian Bönig (* 25. September 1977), Pressesprecher von Hannover 96

### Personen, die mit der Stadt in Verbindung stehen
- Anna von Nassau (um 1441–1513), ließ das Lüchower Schloss ausbauen und lebte dort zeitweise
- Sophie Elisabeth von Braunschweig-Lüneburg, geb. Mecklenburg-Güstrow (1613–1676), in Lüchow verstorben
- Karl Gustav Wilhelm Baurschmidt (1806–1864), evangelischer Theologe, bekannt als Luther des Wendlands
- Heinrich Tessenow (1876–1950), Architekt und Stadtplaner, in Lüchow als Lehrer an der Baugewerkschule tätig
- Wilhelm Paasche (1913–1997), Politiker. Er war unter anderem Funktionär in der Zeit des Nationalsozialismus, von 1945 bis 1946 Landrat des Kreises Stormarn und ab 1962 Oberkreisdirektor des Landkreises Lüchow-Dannenberg. Er wohnte am Mühlenberg des Ortsteils Kolborn
- Jürgen Goertz (* 1939), Bildhauer, am Gymnasium Lüchow 1960 Abitur absolviert
- Dieter Burmester (1946–2015), Unternehmer und Musiker, in Lüchow aufgewachsen und Mitglied der Lüchower Band The Echos
- Detlef Weigel (* 1961), deutsch-amerikanischer Biologe, wuchs in Lüchow auf